# Студенческий сквер (Чернигов)
Студенческий сквер (укр. Студентський сквер) — сквер, расположенный на территории Деснянского района Чернигова. Площадь — 0,21 га.

## История
2 декабря 2019 года торжественно городским главой В. А. Атрошенко был открыт обновлённый сквер. Были установлены новые лавочки и фонари, пешеходные дорожки уложены тротуарной плиткой, обновлён газон. В центре сквера размещена скульптурная композиция «Семья».

## Описание
Сквер треугольный в плане, занимает перекрёсток проспекта Левка Лукьяненко (улицы Рокоссовского) и улицы Шевченко — ограничен проезжей частью и многоэтажной жилой застройкой — напротив национального университета «Черниговская политехника».
Абсолютные высоты колеблются в пределах 115-117 м над уровнем моря.